# ポーランドの鉄道

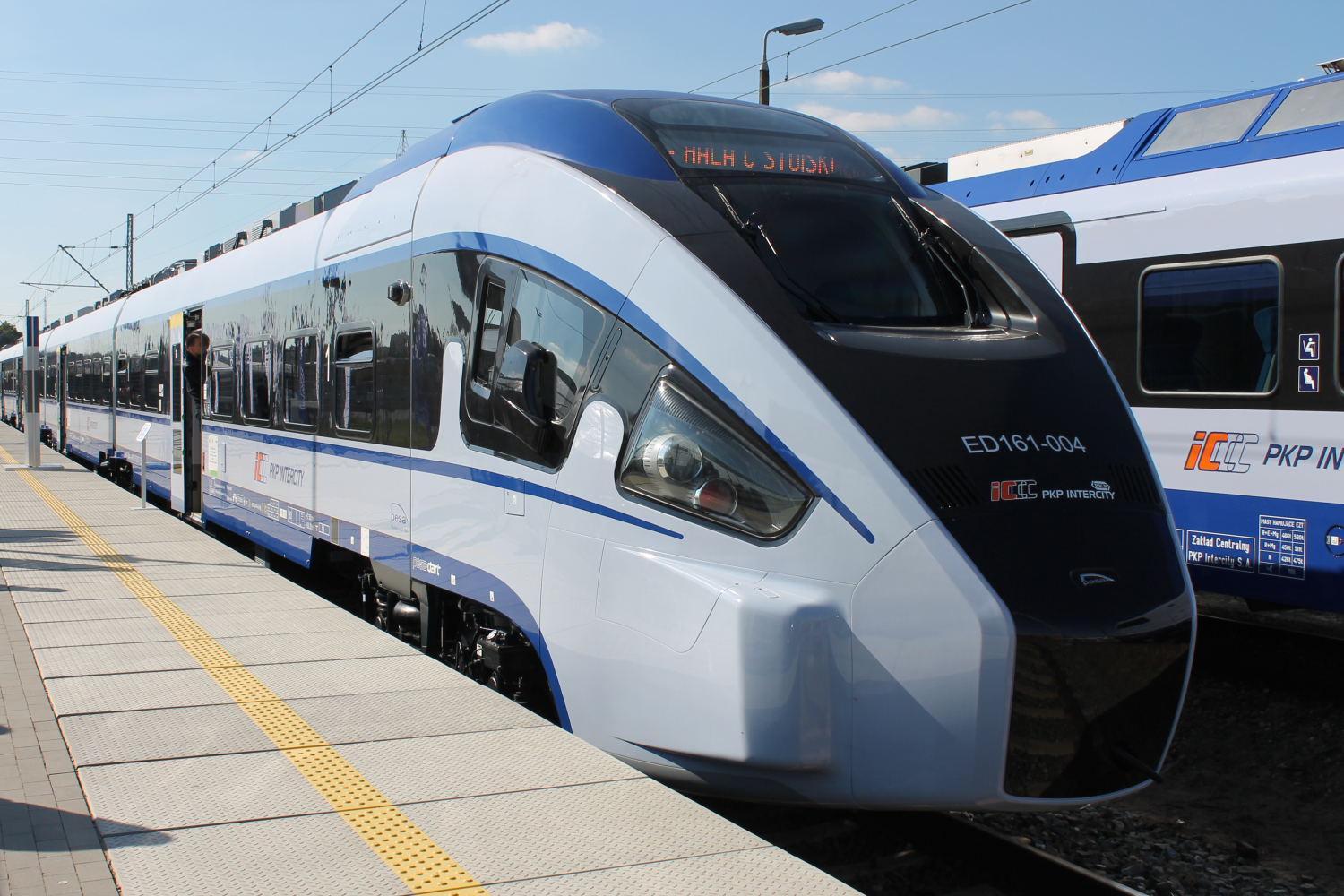
ED101系電車

ポーランドの鉄道ネットワークは、2008年現在19,599kmある。軌間は標準軌（1,435mm）を採用している。国際鉄道連合でのUIC番号は51。

## 概要

### 長距離輸送

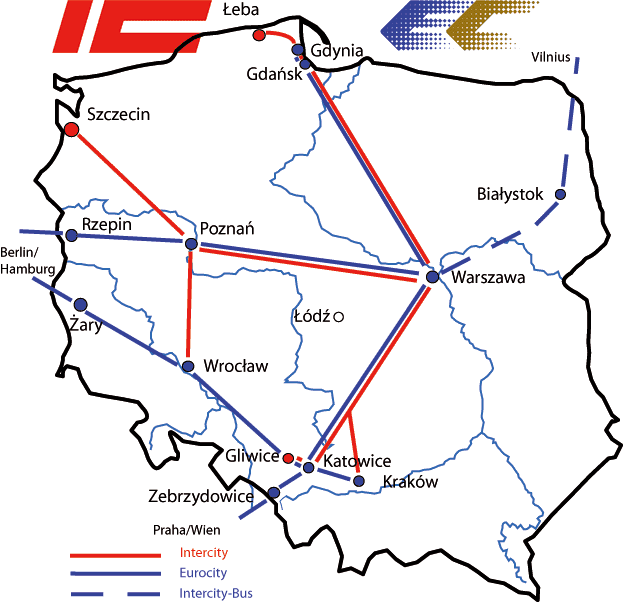
ポーランドの都市間輸送網

- ポーランド国鉄（PKPインターシティ（英語版、ポーランド語版））
  - インターシティ - 国内長距離列車
  - ユーロシティ - 国際長距離列車
  - ユーロナイト - 国際夜行列車

### 都市輸送
- 地下鉄 - ワルシャワ地下鉄
- 路面電車 - 各都市に路面電車が走行している。

## 事業者
- ポーランド国鉄グループ （PKP）
  - PKPインターシティ（英語版、ポーランド語版） - 都市間輸送を担当
  - PKPカーゴ（英語版、ポーランド語版） - 貨物輸送を担当

## 高速鉄道
ワルシャワとクラクフを結ぶ中央幹線は高速列車に対応しており、時速200kmで運行されている。

## 隣接国との鉄道接続状況
ポーランドでは国際列車が多数運行されている。チェコ・ドイツ・スロバキアでは同じ軌間（1,435mm）で直通するが、ベラルーシ・リトアニア・ロシア・ウクライナは軌間が異なる（1,520mm）ため、国境で台車を交換して直通する。鉄道連絡船でスウェーデンにも直通する。
- ロシア（カリーニングラード州） - 接続あり - 軌間が異なる。1524 mm / 1435 mm
- リトアニア - 接続あり - 軌間が異なる。1524 mm / 1435 mm
- ベラルーシ - 接続あり - 軌間が異なる。1524 mm / 1435 mm
- ウクライナ - 接続あり - 軌間が異なる。1524 mm / 1435 mm
- スロバキア（英語版） - 接続あり
- チェコ（英語版） - 接続あり
- ドイツ - 接続あり

### 国際旅客列車
- ベルリン-ワルシャワエクスプレス（EC 95）：ベルリン/ポズナン/ワルシャワ

### 鉄道連絡船
- スウェーデン - 接続あり（バルト海）イースタッド ～ シフィノウイシチェ